# Големият Мон
„Големият Мон“ (на френски: Le Grand Meaulnes) е единственият роман на френския писател Ален Фурние, издаден през 1913 година.
Сюжетът на книгата е развит около главния герой, идеалистичен младеж, който случайно се запознава с красиво момиче. В продължение на години след това той се опитва да си върне усещането от тази първа среща, като открие първо момичето, а след това и изчезналия му брат. Текстът съчетава реалистичните наблюдения на провинциалния живот с характерна атмосфера на романтична носталгия.
Ален Фурние умира месеци след издаването на книгата, убит в самото начало на Първата световна война, а „Големият Мон“ днес е смятана за един от класическите романи на френската литература.